# Baba Ali Barzandschi

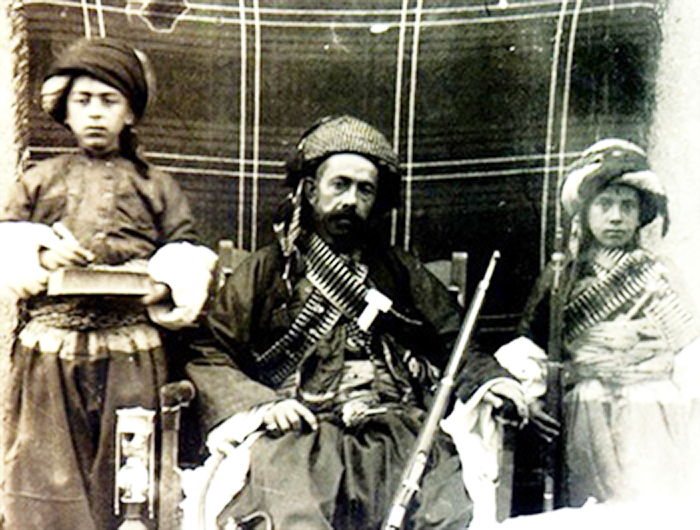
Scheich Mahmud Barzandschi mit seinem Sohn

Scheich Baba ʿAli (eigentlich ʿAli Baba) Mahmud al-Barzandschi (* um 1912 oder um 1915 in Barzinjah, Sandschak as-Sulaimaniya, damals Osmanisches Reich), gelegentlich auch als Barzanji, Barzinji oder Barzinja transkribiert, war ein kurdischer Politiker im Irak. Er war einer der drei Söhne des Scheichs Mahmud Barzandschi (Mehmûd Berzincî). Zwischen 1946 und 1963 war Baba Ali dreimal kurzzeitig Minister der irakischen Zentralregierung – im Königreich, in Qasims Republik und in al-Bakrs erstem Baath-Kabinett.

## Studienjahre

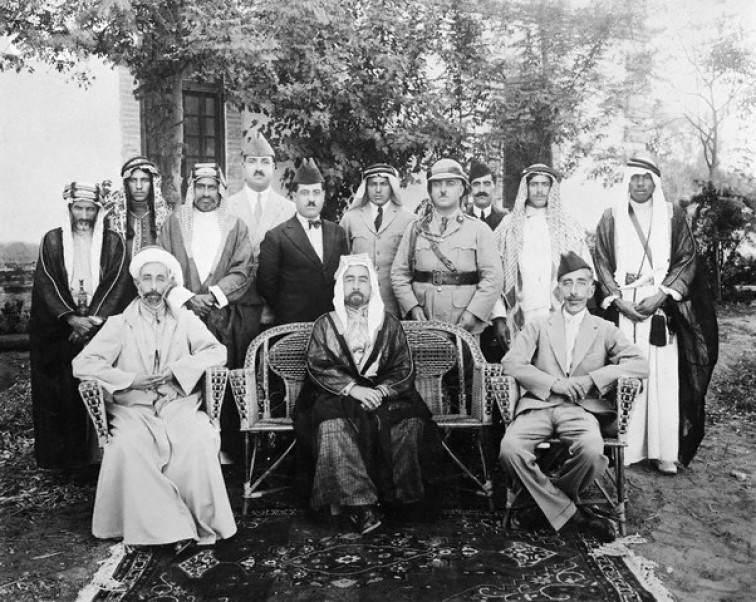
Probritische Gegner Mahmuds, aber zugleich Väter von Baba Alis Studienkameraden: die Haschimiten-Könige Faisal I. von Irak (rechts), Abdallah von Transjordanien (Mitte) und Ali von Hedschas (links)

Sein Vater Mahmud, ein einflussreicher Großgrundbesitzer in der nordirakischen Provinz Sulaimaniya und selbsternannter „König von Kurdistan“, hatte seit 1919 mehrere erfolglose Aufstände gegen die britische Kolonialmacht angeführt und war 1927 zunächst nach Persien (Iran) geflüchtet. Für die Erlaubnis zur Rückkehr in den Irak stimmte Scheich Mahmud zu, seinen Sohn Baba Ali als Geisel in die Obhut der Briten zu geben. Die Briten schickten Baba Ali daraufhin 1928 an das renommierte Victoria College im ägyptischen Alexandria, wo er unter anderem zusammen mit den Haschimiten-Prinzen Nayif ibn Abdallah von Jordanien und Abd ul-Ilah ibn Ali von Hedschas studierte. Britischen Plänen, Baba Ali in Großbritannien am Royal Air Force College Cranwell studieren und ihn eine Laufbahn in der neugeschaffenen irakischen Luftwaffe einschlagen zu lassen, widersetzten sich sowohl Scheich Mahmud als auch das irakische Innenministerium; und während Baba Ali in Ägypten zusammen mit den Haschimiten-Prinzen studierte, führte sein Vater im Irak 1930/31 gegen den probritischen Haschimiten-König Faisal I. einen erneuten Aufstand, der schließlich mit Hilfe der Royal Air Force niedergeschlagen wurde.
Nach dem Abschluss des Victoria College 1932 studierte Baba Ali zunächst Medizin in Bagdad (wohin sein enteigneter Vater inzwischen verbannt worden war), wurde dann aber 1933 an die Columbia University nach New York geschickt, um dort Politische Ökonomie zu studieren. Nach seiner Rückkehr übernahm er 1938 eine Position im Eisenbahnwesen, die er jedoch bald darauf wieder aufgab, woraufhin er sich zunächst auf die zurückerhaltenen Barzandschi-Familiengüter in der Provinz Sulaimaniya zurückzog.

## Politische Karriere

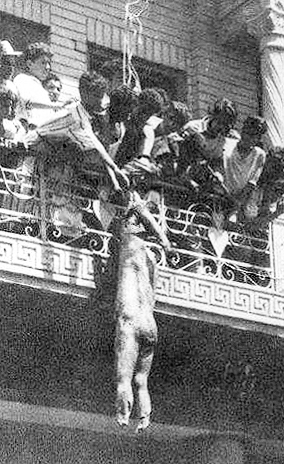
Julirevolution 1958: Radikale Republikaner mit dem verstümmelten Leichnam Abd ul-Ilahs, des einstigen Regenten und Studienkameraden Baba Alis. In der anschließend gebildeten ersten republikanischen Regierung wurde Baba Ali Minister.

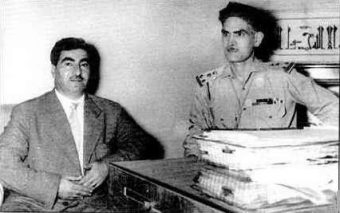
Abd al-Karim Qasim (rechts) mit Mustafa Barzani (1959)

Im Juli 1943 kritisierte Baba Ali scharf die zunehmend antikurdische Politik der Regierung, vor allem des (schiitischen) Innenministers Salih Dschabr (Ğabr) und wurde verhaftet. Nach Dschabrs Ablösung kam Baba Ali zwar im November 1943 wieder frei, setzte aber seine Kritik vor allem an den Verhältnissen in seiner Heimatprovinz Sulaimaniya fort, wo er sich beispielsweise um die Entwicklung des Tabak-Anbaus und die Schonung der kurdischen Wälder bemühte (nicht zuletzt jener Wälder, die zum Familienbesitz gehörten).
Ab Frühjahr 1946 unterstützte Baba Ali Vorbereitungen zur Gründung der Kurdischen Demokratischen Partei (KDP), sein Bruder Latif wurde Gründungsmitglied und Vizepräsident der Partei. In Bagdad blieben Baba Alis Bemühungen um eine Erlaubnis zur Rückkehr für den im Exil befindlichen KDP-Chef Mustafa Barzani zwar vergeblich, im Juni 1946 aber wurde er von Premierminister Arschad al-Omari als Wirtschaftsminister in die irakische Regierung aufgenommen und behielt diesen Posten zunächst auch unter al-Omaris Nachfolger Nuri as-Said (ab November 1946). Nach Nuri as-Saids Rücktritt im März 1947 wurde Baba Ali Abgeordneter des irakischen Parlaments und schloss sich dort der Opposition gegen die antikurdische Politik von as-Saids Nachfolger Salih Dschabr an. Dschabr wurde schließlich 1948 durch einen Volksaufstand gestürzt.
Der endgültige Sturz der probritischen Haschimiten-Monarchie gelang durch die Julirevolution von 1958. In Premierminister Abd al-Karim Qasims erstem republikanischen Kabinett wurde Baba Ali Minister für Kommunikation und für öffentliche Arbeiten; von Februar bis Juli 1959 war er dann nur noch Minister für öffentliche Arbeiten. Baba Ali handelte in Qasims Auftrag erfolgreich die Rückkehr Mustafa Barzanis aus. Nach dem Massaker von Kirkuk im Juli 1959 ging Qassim jedoch zunehmend auf Distanz sowohl zu den Kurden, die immer weitreichendere Autonomieforderungen stellten, als auch zu den Kommunisten, die sein Regime bisher gegen die Panarabisten (Nasseristen, Baathisten) unterstützt hatten. Nach dem Bruch zwischen Qasim und Barzani kam es 1961 zu einem erneuten Kurden-Aufstand bzw. irakisch-kurdischen Kämpfen.
Barzani unterstützte daraufhin die Panarabisten, die Qasim im Februar 1963 schließlich stürzten. Im neuen Kabinett des baathistischen Premierministers Ahmad Hasan al-Bakr wurde Baba Ali noch einmal Landwirtschaftsminister, verlor jedoch auch dieses Amt wieder, als im Militärputsch vom 18. November 1963 die Baathisten von den Nasseristen um Präsident Abd as-Salam Arif gestürzt wurden. Dennoch vermittelte Baba Ali im Dezember 1963 auch zwischen der neuen pro-nasseristischen Regierung und Barzani. Arif setzte den Krieg gegen Barzanis Kurden fort, nach Arifs Unfalltod im April 1966 bemühte sich Premierminister Abd ar-Rahman al-Bazzaz jedoch um eine Beilegung des Konflikts. In diesem Zusammenhang soll Baba Ali kurzzeitig als möglicher Vizepräsident des Irak im Gespräch gewesen sein.
Baba Ali galt als probritisch bzw. „amerikanisiert“ und als Beschützer der jüdischen Minderheit im Nordirak. Er wurde daher vor allem von angloamerikanischen Autoren und Beamten als „charmant“, „moderat“ und „kompetent“ beschrieben sowie als eine „attraktive, aber nicht sehr kraftvolle Persönlichkeit“.